# Elle King
Tanner Elle Schneider, nota come Elle King (Los Angeles, 3 luglio 1989), è una cantautrice e attrice statunitense. Nota in particolare per il singolo di successo Ex's & Oh's, che ha ottenuto successo a livello globale, nella sua carriera ha pubblicato 2 album, entrambi via RCA Records.

## Biografia

### Esordi
Nata a Los Angeles, in California, è figlia dell'attore e regista Rob Schneider e della ex modella London King.

### 1999–2013: debutto da attrice e cantante
Nel 1999 recita un piccolo ruolo nel film interpretato dal padre Gigolò per sbaglio. Contestualmente inizia a cantare e suonare, approcciandosi alla musica country e al bluegrass. È cresciuta in Ohio, ma durante i primi anni di attività musicale ha vissuto principalmente a New York.
Nel 2005, all'età di 16 anni, con un documento falso otteneva l'ingresso nelle discoteche locali. King si è poi immersa nella scena musicale locale e ha affinato le sue abilità di suonatrice presso le strade della città. Ha successivamente ottenuto un contratto discografico con la RCA Records grazie all'amministratore delegato di quest'ultima, Peter Hodge.
Nel marzo 2012 pubblica il primo singolo Good to Be a Man. Pochi mesi dopo esce anche l'EP The Elle King EP, coprodotto da Chris DeStefano. In esso, King è stata anche produttrice di una traccia, cioè Playing For Keeps, che è stata scelta come sigla per la serie televisiva Mob Wives Chicago che ha debuttato 10 giugno 2012, su VH1. Da subito, la cantante è stata identificata come «un'artista da tenere d'occhio nel 2012» da Esquire Magazine.

### 2014–2016:Love Stuffe il successo
Nel settembre 2014 esce Ex's & Oh's, primo singolo estratto dal suo album di debutto. Esso riscuote un impetuoso successo negli anni successivi e viene fortemente apprezzato anche dalla critica musicale – che ne loda soprattutto il sound – tanto che, nell'ambito dei Grammy Awards 2016, riceve due candidature nelle categorie miglior interpretazione rock e miglior canzone rock.
Il disco d'esordio, Love Stuff, viene invece pubblicato a partire dal 13 febbraio 2015 e riesce, anche se non in modo immediato, a penetrare in diverse graduatorie mondiali, conquistandosi anche il disco d'oro in territorio statunitense grazie alle oltre 500.000 unità distribuite. Da questo vengono estratti come singoli Under the Influence e America's Sweetheart, entrambi accompagnati dai relativi videoclip musicali.
Dopo aver promosso la propria musica attraverso un tour mondiale, nel 2016 incide il brano Good Girls, utilizzato come colonna sonora per la pellicola Ghostbusters dello stesso anno. Nell'ottobre seguente, il produttore discografico Alex da Kid piazza sul mercato il singolo Not Easy, che figura numerose collaborazioni, fra cui quella della stessa Elle.

### 2018-2019:Shake the Spirit
Nell'agosto 2018 pubblica il singolo Shame, che anticipa l'uscita del suo secondo album Shake the Spirit, avvenuta nel mese di ottobre dello stesso anno. Il disco, coprodotto da Greg Kurstin, è stato registrato in Texas. Nel 2019 collabora con Lindsey Stirling nel brano The Upside. Nel 2021 pubblica il singolo Drunk (and I Don't Wanna Go Home), in collaborazione con Miranda Lambert.

### Vita privata
King incontra nel gennaio 2016 Andrew Ferguson e la coppia si fidanza ufficialmente 12 giorni dopo e convola a nozze il 16 febbraio 2016. ll 15 maggio 2017 viene confermato il divorzio tra i due, Ferguson è stato arrestato per violenza domestica nei confronti della King il 23 aprile 2017.

## Discografia

### Album
- 2015 – Love Stuff
- 2018 – Shake the Spirit
- 2023 – Come Get Your Wife

### EP
- 2012 – The Elle King EP
- 2020 – In Isolation

### Singoli
- 2014 – Ex's & Oh's
- 2015 – Under the Influence
- 2016 – America's Sweetheart
- 2016 – Good Girls
- 2016 – Not Easy (con Alex da Kid, X Ambassadors e Wiz Khalifa)
- 2017 – Wild Love
- 2018 – Shame
- 2018 – Baby Outlaw
- 2019 – Under the Mistetoe (con Ronnie Spector)
- 2020 – Best of You (con Andy Grammer)
- 2020 – The Let Go
- 2020 – Another You
- 2021 – Drunk (and I Don't Wanna Go Home) (con Miranda Lambert)

## Filmografia

### Cinema
- Gigolò per sbaglio (Deuce Bigalow: Male Gigolo), regia di Mike Mitchell (1999)
- Gli scaldapanchina (The Benchwarmers), regia di Dennis Dugan (2006)
- Wild Cherry, regia di Dana Lustig (2009)
- Amori, matrimoni e altri disastri (Love, Weddings & Other Disasters), regia di Dennis Dugan (2020)